# Раздел (област Силистра)
 Тази статия е за селото в Област Силистра.  За другото българско село с това име вижте Раздел (Област Ямбол).  
Раздел е село в Североизточна България. То се намира в община Дулово, област Силистра.

## География
Селото се намира на 7 км от гр. Дулово. Населението е от турски произход. Наброява 675 жители.

## История
Селището е създадено преди около 720 години според устни сведения от фамилиите Сарооллар. По румънско време се е наричало Драгоманци. В селото има две джамии. Едната е построена преди 700 години и строителите ѝ не са известни. В нея има надгробни паметници на Хаджи Мустан (починал 1780 г.) и Хюсеин Халил Ефенди. Там е и гробът на известния борец от близкото минало Коджааяк.
Новата джамия е построена през 1995 г.

## Културни и природни забележителности
Личност, която е прославила селото, е известният Ахмет Коджааяк. Роден е през 1909 г. в село Орман кьой. Още от детска възраст се е занимавал с пехливанство (състезателна борба). По време на втория румънски режим (1919-1940 г.) румънците отвлекли Коджааяк. Но те не са могли да му намерят нито обувки, нито дрехи, защото е бил много едър и силен мъж. Те се уплашили, че няма да могат да го нахранят и да му намерят дрехи и решили да го пуснат. През 1930-1945 г. той е бил най-известният пехливанин в Делиормана (Лудогорието).

## Други
Нос Раздел на остров Смит в Антарктика е наименуван на селото.